# Eumimesis carbonelli
Eumimesis carbonelli là một loài bọ cánh cứng trong họ Cerambycidae.